# Xanthocanace zeylanica
Xanthocanace zeylanica är en tvåvingeart som beskrevs av Mercedes Delfinado 1975. Xanthocanace zeylanica ingår i släktet Xanthocanace och familjen Canacidae.
Artens utbredningsområde är Sri Lanka. Inga underarter finns listade i Catalogue of Life.